# Castielfabib
Castielfabib è un comune spagnolo di 302 abitanti situato nella comunità autonoma Valenciana.

## Geografía
Chiamato "il piccolo Albarracín", la località si trova sopra un colle, nella riva destra del fiume Ebrón. Situato nella parte nordest del Rincón de Ademuz la superficie è montuosa con altitudini fra gli 800 y 1.550 m. Le cime più importanti sono: Muela del Arroyo (1.338 m), Peña de Águila (1.112 m), Peral (.1481 m) y los vértices geodésicos de tercer orden del El Cabezo (1.442 m), Macarrón (1.222 m), Umbría de la Muela (1.068 m) y la Cruz de los Tres Reinos(1.552 m), chiamata così perché in vetta confluiscono gli antichi Regni di Aragona, Castiglia-La Mancia e Regno di Valencia. Il fiume Turia penetra nel termine da nord, creando il confine con Teruel. Il fiume Ebrón attraversa il territorio da nordest a sudest, sfociando nel Turia; la rambla de la Palomareja scorre a nord e riceve il burrone della Canaleja. Il clima è continentale; i venti dominanti sono il cierzo e l'est; quest'ultimo provoca le piogge ad aprile.